# Jestonci
Jestonci; estonsky jeestlane, jeestlased; (rusky естонцы, jestoncy); byl pejorativní výraz používaný v dobách sovětského Estonska pro etnické Estonce dosazené do kádrových politických funkcí v Estonské SSR z jiných částí Sovětského svazu, kteří měli silný ruský přízvuk a byli loajální sovětskému vedení v moskevském Kremlu.

## Původu slova
Označení „Jestonci“ (estonsky jeestlane, jeestlased) vychází ze skutečnosti, že v ruštině se první samohláska „e“ ve slovech „Estonsko“ (estonsky Eesti) a „Estonci“ (estonsky Eestlased) vyslovuje jako „je“. Pro vyslovení hlásky „e“ se v ruském jazyce používá grafém „э“.

## Historie
Zatímco jejich etnická příslušnost Jestonců byla původem estonská, pocházeli z (kulturního) prostředí sovětského Ruska, což znamenalo, že pro mnohé z nich byla primárním jazykem ruština a až druhým jazykem byla estonština, což je činilo náchylnými k používání ruské výslovnosti na texty v estonském jazyce. Tento ruský přízvuk byl někdy až tak nápadný, že někteří vysoce postavení politici, jako například Karl Vaino, se raději vyhýbali projevům v estonštině.

## Jestonci
- Johannes Käbin, ruským jménem Иван Густавович Кэбин, Ivan Gustavovič Kebin
- Karl Vaino, ruským jménem Карл Генрихович Вайно, Karl Genrichovič Vajno